# Pseudognaphalium affine
Pseudognaphalium affine es una especie de planta medicinal perteneciente a la familia de las asteráceas. La especie está distribuida por Asia Oriental, incluidas las regiones templadas de China, Corea, Japón y Taiwán, así como algunas regiones tropicales de elevada altura de la India, Nepal y Tailandia

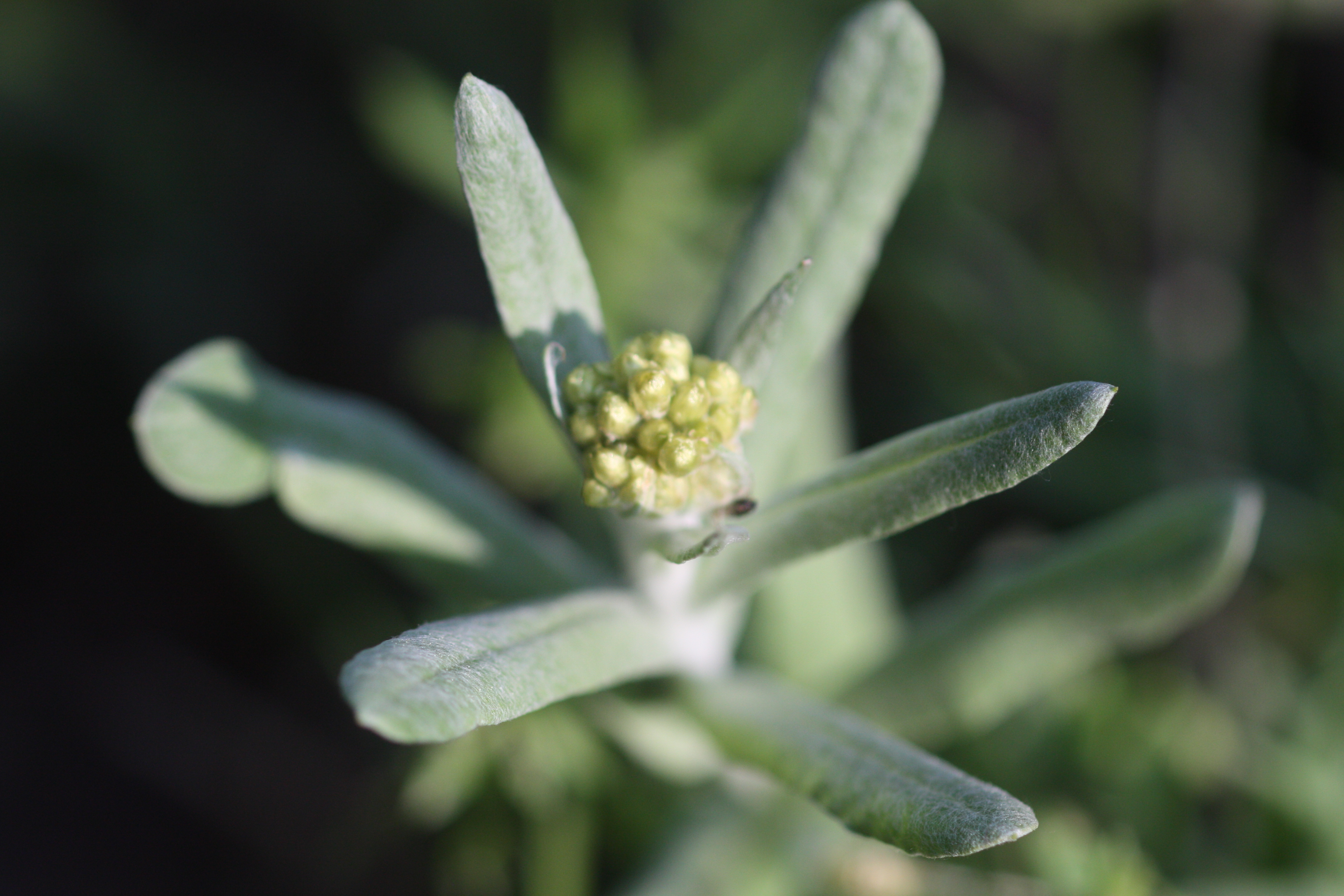
Detalle de la planta

## Descripción
Es una planta herbácea bienal, con tallos de 15-40 cm de largo, la superficie de la planta está cubierta de pelo lanudo y las hojas son pequeñas y redondeadas. Las flores son pequeñas con pétalos de alrededor de 2 mm de largo
En chino es conocida como "鼠麹草", en japonés como "ハハコグサ" o "母子草"". G. affine es una de las hierbas consumidas en Japón en el festival de primavera Nanakusa-no-sekku (festival de las siete hierbas). En Vietnam, es llamada rau khúc.

## Usos
Esta planta es usada en la medicina tradicional china y también forma parte de la cocina de los países del este de Asia en la confección del llamado arroz dulce. Incluida también en la cocina japonesa en el Kusa mochi y en la taiwanesa chhú-khak-ké (鼠麹粿, 草仔粿).
La hierba también es utiliza para hacer fideos y tortitas de cebolla verde (Pan de cebolletas) (蔥油餅) con un distintivo color verde y un sabor único.
La hierba es un ingrediente del compuesto xôi- xôi khúc en Vietnam que la población utiliza contra la tos común.

## Taxonomía
Gnaphalium affine fue descrita por David Don y publicado en Prodromus Florae Nepalensis 173. 1825.
Etimología
Gnaphalium: nombre genérico que viene de la palabra griega "gnaphalon" y significa "mechón de lana" en alusión al aspecto lanudo de estas plantas. El nombre científico actualmente aceptado ( Gnaphalium ) fue propuesta por Carlos Linneo (1707 - 1778) biólogo y escritor sueco, considerado el padre de la moderna clasificación científica de los seres vivos, en la publicación " Species Plantarum " en 1753.
affine: epíteto latíno que significa "parecido".
Sinónimos
- Gnaphalium multiceps Wall. ex DC.[6]
- Pseudognaphalium affine[4]